# Três Nações 2011
O Três Nações 2011 foi a XVI edição do Torneio, a competição esportiva internacional anual de rugby entre a Austrália (Wallabies), Nova Zelândia (All Blacks) e a África do Sul (Springboks).
Os times competem um com o outro em uma série de dois jogos, vencedora foi a seleção australiana os Wallabies (3º título).
Apesar do segundo lugar e una derrota contra a Austrália, a Nova Zelândia manteve a posse da Copa Bledisloe.
Esse foi a ultima edição do Torneio cum deste nome, a partir de 2012 recebe os Pumas e passa a se chamar The Rugby Championship.

## Jogos
| 23 de Julho de 2011 |        |                                                                                             |                                              |
| Austrália | 39 -20 | África do Sul                                                                               | Telstra Stadium, Sydney Árbitro: Keith Brown |
| Tries: Ben Alexander (1) Digby Ioane (1) James O'Connor (1) Stephen Moore (1) Adam Ashley-Cooper (1) Conv.: James O'Connor (4) Penais: James O'Connor (2) | report | Tries: Chilliboy Ralepelle (1) John Smit (1) Conv.: Morne Steyn (2) Penais: Morne Steyn (2) | Telstra Stadium, Sydney Árbitro: Keith Brown |

| 30 de Julho de 2011 |        |                                     |                                                    |
| Nova Zelândia | 40 - 7 | África do Sul                       | Westpac Stadium, Wellington Árbitro: Alain Rolland |
| Tries: Wyatt Crockett (1) Zac Guildford (2) Cory Jane (2) Colin Slade Conv.: Daniel Carter (2) Penais: Daniel Carter (2) | report | Tries: John Smit Conv.: Morne Steyn | Westpac Stadium, Wellington Árbitro: Alain Rolland |

| 6 de Agosto de 2011 |         |                                                                |                                            |
| Nova Zelândia | 30 - 14 | Austrália                                                      | Eden Park, Auckland Árbitro: Craig Joubert |
| Tries: Ma'a Nonu (1) Sitiveni Sivivatu (1) Keven Mealamu (1) Conv.: Daniel Carter (3) Penais: Daniel Carter (2) Drop: Daniel Carter (1) | report  | Tries: Digby Ioane (1) Rocky Elsom (1) Conv.: Quade Cooper (2) | Eden Park, Auckland Árbitro: Craig Joubert |

| 13 de Agosto de 2011                           |        |                                                            |                                                    |
| África do Sul                                  | 9 - 14 | Austrália                                                  | Kings Park Stadium, Durban Árbitro: Bryce Lawrence |
| Penais: François Steyn 3' Butch James 16', 58' | report | Tries: Pat McCabe 48' Penais: James O'Connor 42', 66', 74' | Kings Park Stadium, Durban Árbitro: Bryce Lawrence |

| 20 de Agosto de 2011                                            |        |                          |                                                                                    |
| África do Sul                                                   | 18 - 5 | Nova Zelândia            | Nelson Mandela Bay Stadium, Porto Elizabeth Público: 45,478 Árbitro: George Clancy |
| Penais: Morné Steyn 8', 10', 18' 27', 60' Drop: Morné Steyn 32' | report | Tries: Richard Kahui 35' | Nelson Mandela Bay Stadium, Porto Elizabeth Público: 45,478 Árbitro: George Clancy |

| 27 de Agosto de 2011                                                                                            |         |                                                                                             |                                                 |
| Austrália | 25 - 20 | Nova Zelândia                                                                               | Suncorp Stadium, Brisbane Árbitro: Wayne Barnes |
| Tries: Will Genia 13' Radike Samo 33' Kurtley Beale 60' Conv.: Quade Cooper 14' 34' Penais: Quade Cooper 4' 32' | report  | Tries: Conrad Smith 52' Ma'a Nonu 58' Conv.: Dan Carter 53' 59' Penais: Dan Carter 23', 46' | Suncorp Stadium, Brisbane Árbitro: Wayne Barnes |

## Classificação
| Seleção       | Vitórias | Empates | Derrotas | Pontos a favor | Pontos contra | Pontos +/- | Bonus | Pontos |
| ------------- | -------- | ------- | -------- | -------------- | ------------- | ---------- | ----- | ------ |
| Austrália     | 3        | 0       | 1        | 92             | 79            | +13        | 1     | 13     |
| Nova Zelândia | 2        | 0       | 2        | 95             | 64            | +31        | 2     | 10     |
| África do Sul | 1        | 0       | 3        | 54             | 98            | -44        | 1     | 5      |

Pontuação: Vitória=4, Empate=2, Derrota=0, Bônus para equipe que fizer 4 ou mais tries = + 1, Bônus para equipe que perder por 7 pontos ou menos = + 1.

## Campeã
| Três Nações 2011                         |
| ---------------------------------------- |
| Austrália (Wallabies) Campeã (3º título) |